# ポケモンシンフォニックメドレー/GLORY DAY 〜輝くその日〜
「ポケモンシンフォニックメドレー 〜POKÉMON SYMPHONIC MEDLEY〜/GLORY DAY 〜輝くその日〜」（ポケモンシンフォニックメドレー 〜POKÉMON SYMPHONIC MEDLEY〜/グローリー・デイ かがやくそのひ）は、KAZUMI MITOME／GARDEN／江崎とし子のシングル。2005年2月2日にピカチュウレコードから発売された。

## 内容
「ポケモンシンフォニックメドレー 〜POKÉMON SYMPHONIC MEDLEY〜」はテレビ東京系『ポケットモンスター アドバンスジェネレーション』のオープニングテーマで、「GLORY DAY 〜輝くその日〜」は同アニメのエンディングテーマ。

## 収録曲
1. ポケモンシンフォニックメドレー 〜POKÉMON SYMPHONIC MEDLEY〜 [1:34]
アドバンス・アドベンチャー〜チャレンジャー!!〜Ready Go!〜ポルカ・オ・ドルカ〜そこに空があるから〜めざせポケモンマスター
MUSIC：HIROKAZU TANAKA / KAZUMI MITOME、ARRANGEMENT & ALL INSTRUMENTS：KAZUMI MITOME
2. GLORY DAY 〜輝くその日〜 [3:53]
歌：GARDEN
作詞：GARDEN&ピカチュウ学芸部、作曲・編曲：GARDEN
3. スマイル 〜ピアノ&ストリングス・カルテットVER.〜 [4:38]
歌：江崎とし子
作詞・作曲：江崎とし子、編曲：Hiloaki Conischi
4. スマイル 〜ピアノ・インストVER.〜 [1:46]
作詞・作曲：江崎とし子、ピアノ演奏：Hiloaki Conischi
5. GLORY DAY 〜輝くその日〜（POWER-MIX VER.） [4:00]
作詞：GARDEN&ピカチュウ学芸部、作曲・編曲：GARDEN、Additional Programs：内藤慎也
6. そこに空があるから 〜オルゴールVER.〜 [3:41]
作曲・オルゴールアレンジ：三留一純

| テレビアニメ『ポケットモンスター アドバンスジェネレーション』オープニングテーマ 2004年12月2日 - 2005年7月7日   |                                                                 |                                                  |
| 前作: 松本梨香 「チャレンジャー!!」                                                                            | 「ポケモンシンフォニックメドレー 〜POKÉMON SYMPHONIC MEDLEY〜」 | 次作: 髙屋亜希那 「バトルフロンティア」          |
| テレビアニメ『ポケットモンスター アドバンスジェネレーション』エンディングテーマ 2004年10月21日 - 2005年6月30日 |                                                                 |                                                  |
| 前作: 江崎とし子 「スマイル」                                                                                  | GARDEN 「GLORY DAY 〜輝くその日〜」                             | 次作: 金沢明子 「ポケモンかぞえうた」            |
| テレビアニメ『ポケットモンスター アドバンスジェネレーション』エンディングテーマ 2005年10月27日 - 2006年4月13日 |                                                                 |                                                  |
| 前作: 金沢明子 「ポケモンかぞえうた」                                                                          | GARDEN 「GLORY DAY 〜輝くその日〜」                             | 次作: KAORI 「私、負けない! 〜ハルカのテーマ〜」 |